# Bellavi Amanikere, Tumkur
Bellavi Amanikere là một làng thuộc tehsil Tumkur, huyện Tumkur, bang Karnataka, Ấn Độ.